# Tryb łączący w języku niemieckim
Tryb łączący w języku niemieckim, niem. Konjunktiv – kategoria gramatyczna czasownika niemieckiego, używana do przedstawiania czynności nierzeczywistych, wątpliwych, jak również warunkowych. W języku niemieckim istnieją dwie formy trybu łączącego: Konjunktiv I i Konjunktiv II. Obie formy mogą występować zarówno w zdaniach pojedynczych, jak i złożonych. Obie mogą służyć do konstruowania mowy zależnej, zwłaszcza gdy mówiący chce zdystansować się do treści przekazywanej przez osobę trzecią. Konjunktivu I używa się dla precyzowania rozkazów i poleceń, zwłaszcza w stylu pisanym: instrukcjach, przepisach itp. Konjunktiv II w języku niemieckim służy do tworzenie trybu warunkowego, w sytuacji, kiedy chodzi o czynności nierzeczywiste. Wreszcie czasowniki modalne w formie Konjunktiv II używane są do przekazywania przypuszczeń oraz formułowanie próśb i życzeń w sposób grzeczny.

## Konjunktiv I
Przez określenie Konjunktiv I rozumie się formy trybu łączącego Konjunktiv czasu teraźniejszego oraz czasu przeszłego Perfekt. Podział na Konjunktiv I i II występuje w części podręczników gramatyki, inne od niego odchodzą, operując wyłącznie nazwami czasów gramatycznych.

### Formy Konjunktiv I Präsens
Konjunktiv I tworzy się dodając do tematu bezokolicznika następujące końcówki, bez zmian w temacie czasownika. Czasownik sein tworzy swoje formy trybu łączącego od rdzenia sei. Cechą charakterystyczną tej odmiany jest występowanie e we wszystkich osobach obu liczb:
| ich         | -e   | wir      | -en |
| du          | -est | ihr      | -et |
| er, sie, es | -e   | sie, Sie | -en |

Przykład odmiany czasowników w Konjunktiv I:
| sein     | haben  | werden  | können  | geben  | arbeiten  |
| -------- | ------ | ------- | ------- | ------ | --------- |
| sei      | habe   | werde   | könne   | gebe   | arbeite   |
| sei(e)st | habest | werdest | könnest | gebest | arbeitest |
| sei      | habe   | werde   | könne   | gebe   | arbeite   |
| seien    | haben  | werden  | können  | geben  | arbeiten  |
| seiet    | habet  | werdet  | könnet  | gebet  | arbeitet  |
| seien    | haben  | werden  | können  | geben  | arbeiten  |

Niektóre formy trybu łączącego Konjunktiv I są tożsame z formami trybu oznajmującego dla tych samych osób, zwłaszcza I osoba liczby pojedynczej, I i III osoba liczby mnogiej. W celu podkreślenia, że mówiącemu chodzi o formę Konjunktivu, dla tych osób wolno zastosować formy Konjunktivu II:
| Liczba pojedyncza | Liczba mnoga   |
| ----------------- | -------------- |
| ich käme          | wir kämen      |
| du kommest        | ihr kommet     |
| er, sie, es komme | sie, Sie kämen |

W mowie potocznej powyższa reguła nie jest ściśle stosowana i formy Konjunktiv II stosuje się również w drugiej osobie liczby pojedynczej i mnogiej: du kämest, ihr kämet.

#### Konjunktiv I Perfekt
Formy Konjunktiv Perfekt i Konjunktiv Futur tworzy się przy użyciu słów posiłkowych haben lub sein oraz werden w formie Konjunktiv I oraz imiesłowu biernego czasu przeszłego:
|             | Perfekt z sein  | Perfekt z haben | Futur I         |
| ----------- | --------------- | --------------- | --------------- |
| ich         | sei gefahren    | habe gelesen    | werde träumen   |
| du          | seiest gefahren | habest gelesen  | werdest träumen |
| er, sie, es | sei gefahren    | habe gelesen    | werde träumen   |
| wir         | seien gefahren  | haben gelesen   | werden träumen  |
| ihr         | seiet gefahren  | habet gelesen   | werdet träumen  |
| sie, Sie    | seien gefahren  | haben gelesen   | werden träumen  |

### Konjunktiv strony biernej
Formy strony biernej w Konjunktiv I tworzy się przy użyciu form Konjunktiv I czasownika werden i imiesłowu biernego czasu przeszłego czasownika głównego, a dla czasu Perfekt również imiesłowu biernego czasownika werden skróconego do worden:
|             | Konjunktiv Präsens | Konjunktiv Perfekt    |
| ----------- | ------------------ | --------------------- |
| ich         | werde gezeigt      | sei gezeigt worden    |
| du          | werdest gezeigt    | seiest gezeigt worden |
| er, sie, es | werde gezeigt      | sei gezeigt worden    |
| wir         | werden gezeigt     | seien gezeigt worden  |
| ihr         | werdet gefragt     | seiet gezeigt worden  |
| sie, Sie    | werden gezeigt     | seien gezeigt worden  |

### Użycie Konjunktivu I
Najczęściej form Konjunktivu I używa się przy tworzeniu zdań w mowie zależnej. W mowie niezależnej wypowiedzi innej osoby przekazywane są w sposób obiektywny i często skrócony. W mowie zależnej użycie formy Konjunktivu I sygnalizuje dystans osoby relacjonującej czyjąś wypowiedź do jej treści:
- Der Parteivorsitzende sagt: Liebe Wählerinen und Wähler, Ich danke Ihnen herzlich → Der Parteivorsitzsende sagte, er danke seinen Wählerinnen und Wählern (albo: dass er seinen Wählerinnen und Wählern herzlich danke. → Delegat partii powiedział, że dziękuje swoim wyborcom.
- Er sagte: Für morgen ist ein Gespräch mit dem Bundespräsidenten geplant → Er sagte, dass für den nächsten Tag ein Gespräch mit dem Bundespräsidenten geplant sei. → Powiedział, że następnego dnia zaplanowano rozmowę z prezydentem.

Form Konjunktivu I używa się do przekazywania trybu rozkazującego przy użyciu czasowników modalnych. Jeśli prośba ma charakter grzeczny, używa się czasownika mögen:
- Reg dich doch bitte nicht so auf! → Er bat sie freundlich, sie möge sich nicht so aufregen. → Poprosił ją uprzejmie, aby się tak nie denerwowała.

Konjunktiv I służy również do tworzenia nieosobowych form trybu rozkazującego. Występuje np. w różnego rodzaju instrukcjach, przepisach kucharskich, instrukcjach i podobnych tekstach, gdzie występuje wymiennie z bezokolicznikiem:
- Es lebe die Freiheit! → Niech żyje wolność!
- Seien wir froh, dass alles vorbei ist! → Cieszmy się, że to się już skończyło!
- Man nehme 300 g Mehl, zwei Eier und ein Glas Milch und verrühre das Ganze in einem Teig. → Wziąć 300 g mąki, dwa jajka, szklankę mleka i całość wymieszać w naczyniu. lub: 300 g Mehl, zwei Rier und ein Glas Milch nehmen und das Ganze in einem Teig verrühren.
- Die Strecke a sei 12 cm. → Niech odcinek a mierzy 12 cm, Dany jest odcinek a o długości 12 cm.

Istnieje szczególne zastosowanie Konjunktivu I, używanego z czasownikiem mającym zdolność tworzenia strony biernej. Forma ta używana jest najczęściej w tekstach fachowych, gdy autorzy chcą uniknąć zwracania się do czytelnika w liczbie mnogiej:
- Es sei hier nur die Vieldeutigkeit des Präfixes -ver erwähnt. → Wir möchten hier nur die Vieldeutigkeit der Präfixes -ver erwähnen. → Chcielibyśmy tu tylko wspomnieć o wieloznaczności przedrostka -ver.

## Konjunktiv II

### Formy Konjunktivu II
Dla czasowników słabych forma Konjunktiv II jest tożsama z formą czasu przeszłego Präteritum. W przypadku czasowników mocnych do formy Präteritum dodaje się przegłos (umlaut), jeśli w temacie znajdują się samogłoski a, o, u:
| ich         | -e   | wir      | -en |
| du          | -est | ihr      | -et |
| er, sie, es | -e   | sie, Sie | -en |

|             | haben   | sein   | werden  | kommen | gehen   | machen   |
| ----------- | ------- | ------ | ------- | ------ | ------- | -------- |
| ich         | hätte   | wäre   | würde   | käme   | ginge   | machte   |
| du          | hättest | wärest | würdest | kämest | gingest | machtest |
| er, sie, es | hätte   | wäre   | würde   | käme   | ginge   | machte   |
| wir         | hätten  | wären  | würden  | kämen  | gingen  | machten  |
| ihr         | hättet  | wäret  | würdet  | kämet  | ginget  | machtet  |
| sie, Sie    | hätten  | wären  | würden  | kämen  | gingen  | machten  |

W niektórych osobach (zwłaszcza pierwszej osobie liczby pojedynczej i trzeciej osobie liczby mnogiej) forma trybu łączącego jest identyczna z formą czasu przeszłego Präteritum trybu oznajmującego. Aby podkreślić, że mówiący chce wyrazić się w trybie łączącym, często używa się w tej sytuacji formy opisowej z czasownikiem würde:
- ich plante → ich würde planen
- sie schnitten → sie würden schneiden.

Konjunktiv Plusquamerfekt tworzy się z formy konjunktivu czasu przeszłego czasowników haben lub sein i imiesłowu biernego czasu przeszłego:
|             | Odmiana z sein  | Odmiana z haben  |
| ----------- | --------------- | ---------------- |
| ich         | wäre gefahren   | hätte geholfen   |
| du          | wärest gefahren | hättest geholfen |
| er, sie, es | wäre gefahren   | hätte geholfen   |
| wir         | wären gefahren  | hätten geholfen  |
| ihr         | wäret gefahren  | hättet geholfen  |
| sie, Sie    | wären gefahren  | hätten geholfen  |

#### Forma opisowa Konjunktivu II
Formę opisową Konjunktivu II tworzy się przy pomocy czasownika werden w formie Konjunktiv II i bezokolicznika czasownika głównego:
| Liczba pojedyncza        | Liczba mnoga           |
| ------------------------ | ---------------------- |
| ich würde tanzen         | wir würden tanzen      |
| du würdest tanzen        | ihr würdet tanzen      |
| er, sie, es würde tanzen | sie, Sie würden tanzen |

Forma ta może zastępować praktycznie wszystkie inne formy trybu łączącego, najczęściej Konjunktiv czasu teraźniejszego, przeszłego Präteritum i przyszłego, zwłaszcza, kiedy formy Konjunktivu są tożsame z formami trybu oznajmującego i ze zdania nie wynika, o który tryb w danym przypadku chodzi. Sytuacja taka zdarza się często przy transformacji zdania na mowę zależną:
- Sie hat mir erzählt, seine Eltern leben auf dem Land. → Sie hat mir erzählt, seine Eltern würden auf dem Land leben. → Powiedziała mi, że jej rodzice mieszkają na wsi (jakoby jej rodzice mieszkali na wsi).

Formy z czasownikiem würde używa się również w zdaniach Konditional (trybu warunkowego) dla wyrażenia możliwego warunku:
- Wenn er regelmäßig trainieren würde, erreichte er mehr. → Gdyby trenował regularnie, osiągnąłby więcej.

Form z czasownikiem würde używa się również, aby zastąpić przestarzałe i nieregularne formy Konjunktiv II:
- Wenn ich Zeit hätte, hülfe ich dir. → Wenn ich Zeit hätte, würde ich dir helfen. → Gdybym miał czas, pomógłbym ci.

Forma opisowa Konjunktivu jest używana głównie w języku mówionym, a wybór tej właśnie formy jest ogólną tendencją w rozwoju języka. Formy Konjunktivu II w języku mówionym pojawiają się najczęściej w przypadku Konjunktivu II najczęściej używanych czasowników.

#### Konjunktiv II czasowników nieregularnych
Konjunktiv II w przypadku niektórych czasowników jest nieregularny:
- helfen → hülfe
- werfen → würfe
- stehen → stünde
- sterben → stürbe
- verderben → verdürbe
- gewinnen → gewönne, gewänne
- empfehlen → empfähle, empföhle

Czasowniki mieszane nennen, kennen, rennen, brennen, senden, wenden tworzą Konjunktiv w regularny sposób:
- nennen → nennte
- senden → sendete

Czasowniki modalne müssen i sollen tworzą Konjunktiv II regularnie:
- sollen → sollte
- müssen → müsste

### Użycie Konjunktivu II

#### Zdania pojedyncze
W zdaniu pojedynczym Konjunktivu II używa się w zdaniach życzeniowych. Gdy zdanie dotyczy przeszłości, używa się formy Konjunktiv Plusquamperfekt. Zdania takie często zaczynają się od wenn:
- Wenn ich dir doch helfen könnte! – Gdybym tak mógł ci pomóc!
- Wäre ich doch schon volljährlig! → Obym już był pełnoletni!
- Wenn ich doch nichts gesagt hätte! → Obym (wtedy) nic nie mówił!

Czasowniki modalne: dürfen, sollen, müssen wymagają najczęściej użycia Konjunktivu czasu zaprzeszłego. Formy tej używa się najczęściej, gdy zdanie opisuje przymus, którego nie dopełniono:
- Er hat das Buch vergessen. Er hätte das Buch nicht vergessen müssen. – Zapomniał tej książki. Nie wolno mu było jej zapomnieć (a mimo to zapomniał jej). W wolnym tłumaczeniu: Nikt mu nie kazał zapominać wziąć książkę.)

#### Zdania warunkowe nierzeczywiste
Tryb warunkowy Konditional tworzy się przy użyciu formy opisowej konjunktivu z czasownikiem würde. W zdaniach nierzeczywistych, w których istnieje warunek (Konditionalsatz) dotyczących teraźniejszości bądź przyszłości występuje czasownik w formie Konjunktiv II. Czynności lub zdarzenia w takich zdaniach są mało prawdopodobne bądź niemożliwe i są tylko spekulacjami osoby mówiącej.
- Wenn ich Zeit hätte, (so/dann) käme ich sofort zu dir. → Gdybym miał czas, przyszedłbym natychmiast do ciebie.
- Hätte er mehr Geld, (so/dann) würde er eine neue Wohnung kaufen. → Gdyby miał więcej pieniędzy, kupiłby nowe mieszkanie.

Dla warunku w czasie przeszłym, w zdaniu nadrzędnym i podrzędnym występuje Konjunktiv Plusquamertfekt.
Hätten wir damals genug gespart, (so/dann) hätten wir das Haus gekauft. → Gdybyśmy wtedy wystarczająco dużo zaoszczędzili, moglibyśmy kupić ten dom.

#### Zdania porównawcze
Gdy zdanie porównawcze wyraża warunek nierzeczywisty, w części zawierającej porównanie występuje tryb łączący. Zdanie takie wprowadza się spójnikiem als, als wenn bądź als ob. W przypadku dwóch ostatnich spójników czasownik główny występuje na końcu zdania. Dla czynności nierzeczywistych równoległych używa się Konjunktivu II, dla uprzednich – Konjunktivu czasu zaprzeszłego:
- Sie sieht mich an, als ob sie mich nicht verstände/verstünde. → Patrzy się na mnie tak, jakby mnie nie rozumiała.
- Er hat solchen Hunger, als hätte er seit Tagen nichts gegessen. → Był tak głodny, jakby od wielu dni nic nie jadł.

#### Nierealne następstwa
Zdania prezentujące nierealne następstwa, czyli takie, które przekraczają granicę wykonalności, wprowadza się spójnikami als dass, dass i używa się przy ich tworzeniu Konjunktivu II:
- Es ist zu spät, als dass wir ihn noch anrufen könnten. → Jest za późno, abyśmy mogli do niego zadzwonić.

#### Życzenia wyrażane w sposób grzeczny
Czasowniki sein, haben, können, mögen i forma opisowa z würde służą do wyrażania próśb w sposób grzeczny:
- Könnten Sie mir vielleicht sagen, wie ich zum Bahnhof komme? → Czy mógłby pan / mogłaby pani mi powiedzieć, jak dojść na dworzec?
- Würden Sie vielleicht auf mein Gepäck aufpassen? → Czy mógłby pan / mogłaby pani mi popilnować bagażu?

#### Inne użycia Konjunktivu II
Konjunktivu używa się ponadto:
- dla wyrażenia przypuszczenia: Ich glaube, er könnte uns in dieser Lage nicht helfen → Zdaje się, że w tej sytuacji nie mógł nam pomóc. Często używa się czasownika durfen: Sie dürfte etwa zwanzig sein. → Ona może mieć ze dwadzieścia lat.
- dla wyrażenia niewiary lub zwątpienia. Występuje wtedy Konjunktiv czasowników modalnych sollte, konnte: Sollte es wirklich so spät sein? → Czyżby rzeczywiście było tak późno?
- dla podkreślenia nierzeczywistości zdarzeń: Fast hätte ich den Bus nicht mehr erreicht. → Prawie uciekł mi autobus.
- Dla zasygnalizowania zakończenia czynności: So das wär's für heute! → To by było tyle na dziś.

## Konjunktiv w mowie zależnej
Użycie konkretnej formy Konjunktivu w mowie zależnej uwarunkowane jest różnicami w czasach poszczególnych czynności. W mowie zależnej należy rozróżnić trzy poziomy czasu, które można opisać jako czas bezwzględny bądź względny. Czas względny występuje, kiedy chodzi o współczesność, uprzedniość bądź następstwo jednej czynności względem czynności wyrażonej zdaniem nadrzędnym. Czas bezwzględny (przeszłość, teraźniejszość, przyszłość) występuje w zdaniu podrzędnym, kiedy chodzi o rzeczywisty czas wystąpienia czynności opisanej w zdaniu podrzędnym.
Dla oddania teraźniejszości służą Konjunktiv czasu teraźniejszego i czasu przeszłego Präteritum, lub tryb oznajmujący czasu teraźniejszego:
- Sie hat mir gesagt: Ich lese jetzt nur selten. (mowa niezależna, tryb oznajmujący czasu teraźniejszego)
- Sie hat mir gesagt, sie liest jetzt nur selten. (mowa zależna, tryb oznajmujący)
- Sie hat mir gesagt, sie lese / läse jetzt nur selten. (mowa zależna, tryb łączący Konjunktiv I i II)

Dla oddania uprzedniości służą Konjunktiv Perfekt i Konjunktiv Plusquamperfekt lub tryb oznajmujący czasu przeszłego Präteritum bądź Perfekt:
- Sie hat mir gesagt: Ich las dann nur selten / Ich habe dann nur selten gelesen. (mowa niezależna, tryb oznajmujący czasu Präteritum / Perfekt)
- Sie hat mir gesagt, dass sie früher nur wenig las / gelesen hat. (mowa zależna, tryb oznajmujący czasu przeszłego Peräteritum / Perfekt)
- Sie hat mir gesagt, dass sie früher nur wenig gelesen habe / hätte. (mowa zależna, tryb oznajmujący czasu przeszłego Perfekt / Plusquamperfekt)

Dla oddania przyszłości służy konjunktiv I czasu przyszłego lub forma opisowa z czasownikiem würde:
- Sie hat mir gesagt: Ich lese immer mehr / werde immer mehr lesen (mowa niezależna, tryb oznajmujący czasu teraźniejszego / przyszłego)
- Sie hat mir gesagt, dass sie immer mehr liest / wird immer mehr lesen (mowa zależna, tryb oznajmujący czasu teraźniejszego / przyszłego)
- Sie hat mir gesagt, dass sie immer mehr lese / würde immer mehr lesen (mowa zależna, tryb łączący czasu teraźniejszego / forma opisowa z würde)